# Station Gdynia Rzeźnia
Station Gdynia Rzeźnia is een spoorwegstation in de Poolse plaats Gdynia.